# Et minuts stilhed
Et minuts stilhed er en symbolsk gestus hvor man står stille i et minut for at mindes personer eller begivenheder.
Et minuts stilhed forekommer ved tragedier eller dødsfald af personer.
Et minuts stilhed kan være landsomfattende ved store nationale tragedier eller dødsfald af virkelige betydningsfulde personer.
Et minuts stilhed begynder oftest på et helt klokkeslag og ofte klokken 12:00.
Et minuts stilhed forekommer også før sportsarrangementer, for eksempel før en fodboldkamp går i gang hvor spillere og publikum deltager.
Ved større tragedier kan også holdes to minutters stilhed, for eksempel i Polen efter flystyrtet ved Smolensk
og mange steder i Europa efter terrorangrebet i London 2005.
Efter terrorangrebene i Norge 22. juli 2011 blev der holdt et minuts stilhed i Danmark klokken 12:00 mandag den 25. juli 2011 på opfordring af statsminister Lars Løkke Rasmussen.